# Scott (sportutrustningstillverkare)
Scott är en Schweizisk sportutrustningstillverkare av skidor, stavar, cyklar, med mera. Till sina skidor säljer man även legotillverkade bindningar som har sina rötter hos Salomon. Scott Sports var ursprungligen ett amerikanskt företag som startades av Ed Scott i Sun Valley, Idaho. 
Cyklar

Scott tillverkar och marknadsför många olika cykelmodeller av olika typer (t.ex. MTB, race, hybrid, standard) i de flesta prisklasser. Företaget har i Sverige samt i övriga världen fått ett gott renommé.
Några cyklar ur deras sortiment är:
- Addict CX
- Addict SL
- Aspect 930
- Contessa Solace 15
- CR1 10
- Foil Premium
- Solace Premium
- Spark 960
- Speedster 10
- Sportster x30
- Sub Speed 10